# Беніньйо Феррейра
Феррейра Беніньйо (ісп. Benigno Asunción Ferreira; 13 січня 1846, Лімпіо, Сентраль, Парагвай — 14 липня 1920, Буэнос-Айрес, Аргентина) — парагвайський політик, президент Парагваю з 25 листопада 1906 до 4 липня 1908.

## Життєпис
Під час війни з Аргентиною і Бразилією служив у парагвайській армії.
З 1871 по 1874 входив до складу уряду Сальвадора Ховельяноса.
У 1904 очолив переворот лібералів, що скинув президента Хуана Антоніо Ескурру.